# 长苞斑叶兰
长苞斑叶兰（学名：Goodyera prainii）为兰科斑叶兰属下的一个种。

## 扩展阅读
- 維基物種上的相關：长苞斑叶兰